# Kartverket

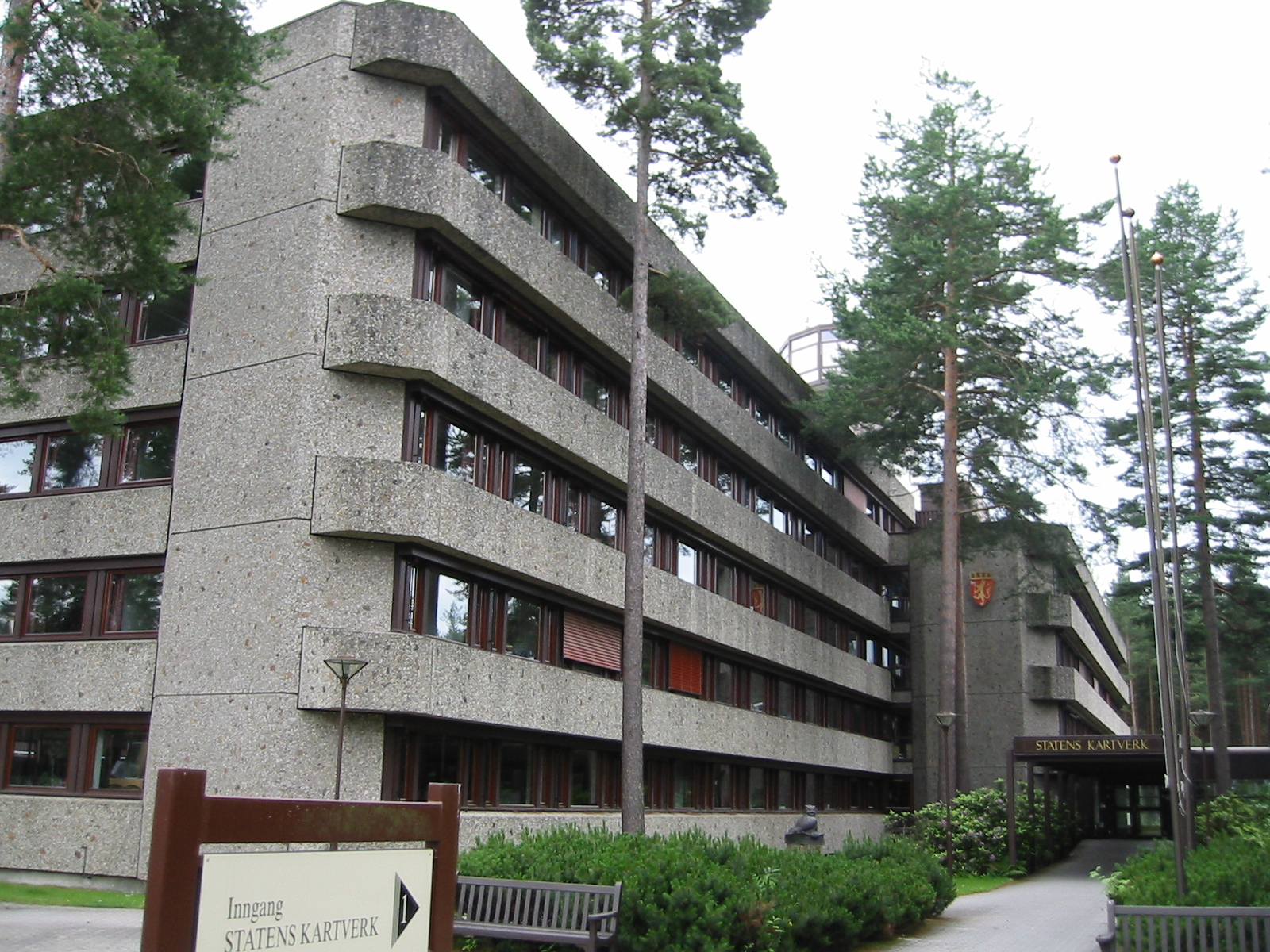
Dienstgebäude des Kartverket

Kartverket (Statens Kartverk) ist die norwegische Kartografie- und Katasterbehörde, die für Vermessung, Geodäsie, Hydrografie, Kataster und Kartografie zuständig ist. Hauptsitz der dem Kommunal- og distriktsdepartementet (Kommunalministerium) unterstehenden Behörde ist Hønefoss, dazu gibt es zwei Unterabteilungen in Ullensvang (Kundencenter) und Stavanger (Seekarten). Bis 2014 unterstand die Behörde dem Umweltministerium.
Der Offizier Heinrich Wilhelm von Huth gründete 1773 Norges geografiske oppmåling, den Vorläufer der Einrichtung. Von 1932 bis zur Zusammenlegung zum Kartverket am 1. Januar 1986 bildete das für Seekarten zuständige Norges Sjøkartverk eine eigenständige Behörde.
Behördenleiter ist seit 2020 Johnny Welle.